# Sjølund
Sjølund is een plaats in de Deense regio Zuid-Denemarken, gemeente Kolding. De plaats telt 488 inwoners (2008). Het dorp ligt aan de voormalige spoorlijn Kolding - Hejlsminde. Het stationsgebouw is bewaard gebleven.